# Доброполе (Лобезький повіт)
Доброполе (пол. Dobropole, нім. Breitenfeld) — село в Польщі, у гміні Добра Лобезького повіту Західнопоморського воєводства.
Населення — 368 осіб (2011).
У 1975-1998 роках село належало до Щецинського воєводства.

## Демографія
Демографічна структура станом на 31 березня 2011 року:
|          | Загалом | Допрацездатний вік | Працездатний вік | Постпрацездатний вік |
| -------- | ------- | ------------------ | ---------------- | -------------------- |
| Чоловіки | 200     | 45                 | 138              | 17                   |
| Жінки    | 168     | 35                 | 98               | 35                   |
| Разом    | 368     | 80                 | 236              | 52                   |